# Halderberge
Halderberge es un municipio de la provincia de Brabante Septentrional en los Países Bajos. El 30 de abril de 2017 contaba con una población de 29.712 habitantes, sobre una superficie de 75,21 km², de los que 0,65 km² cubiertos por el agua, con una densidad de 398 h/km².  
El municipio se creó con la reorganización municipal de Brabante Septentrional de 1997 por la fusión de Hoeven en Sint-Maartenspolder, Oudenbosch y Oud en Nieuw Gastel, antiguos municipios. Sus núcleos de población son: Bosschenhoofd, Hoeven, Oud Gastel, Oudenbosch (donde radica el ayuntamiento) y Stampersgat.
El origen del poblamiento conocido en la zona se remonta a 1275, con la creación de una abadía cisterciense, que poco más tarde recibiría el nombre de Halderberge o Goed van Halderberge. El nombre elegido para el municipio tras su creación en 1997 es un homenaje a aquellos monjes que iniciaron la extracción de turba en la zona, haciendo posible su poblamiento.

## Galería de imágenes

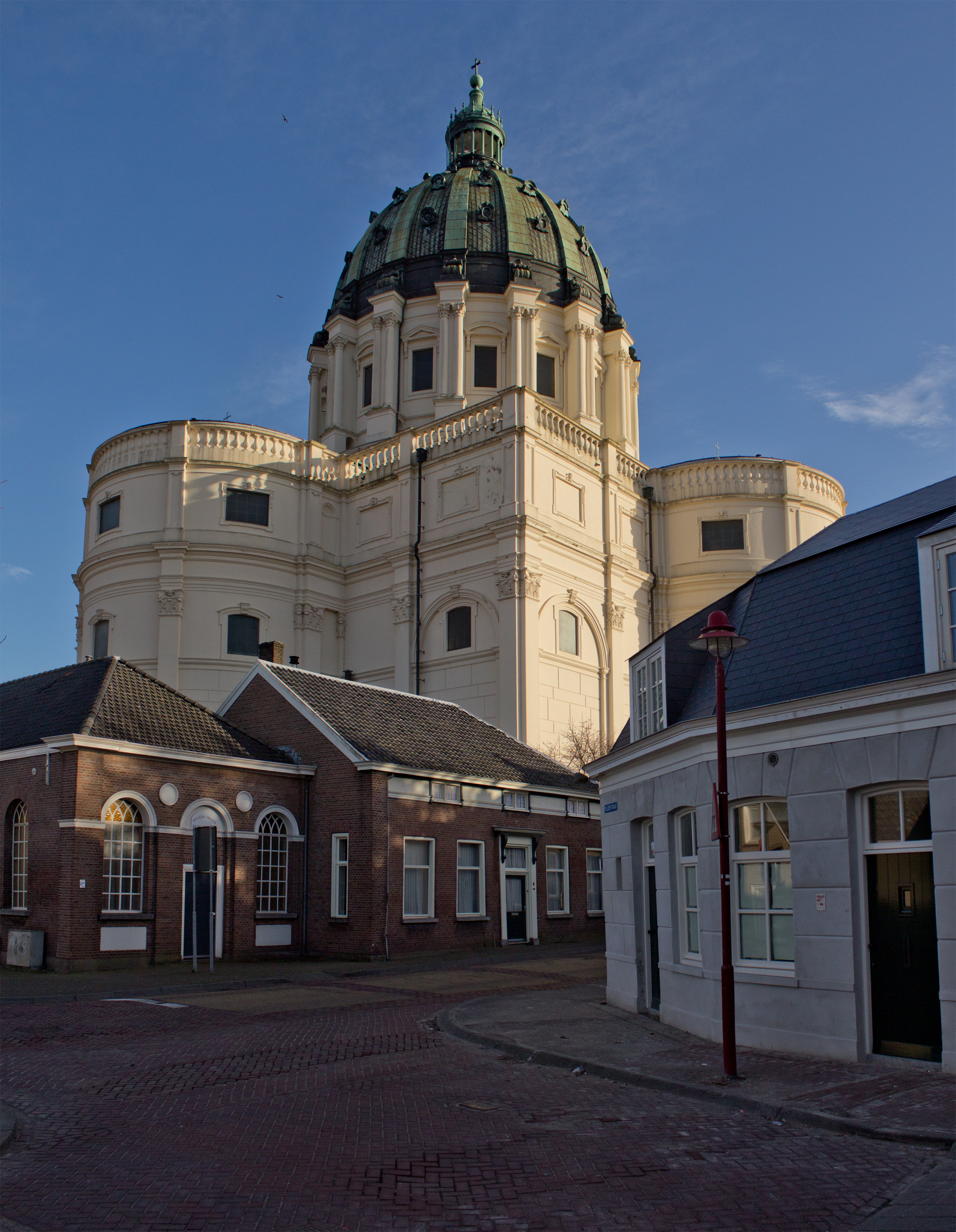
Oudenbosch : Basílica de Santas Águeda y Bárbara, inspirada en planta y alzado en la basílica de San Pedro del Vaticano.
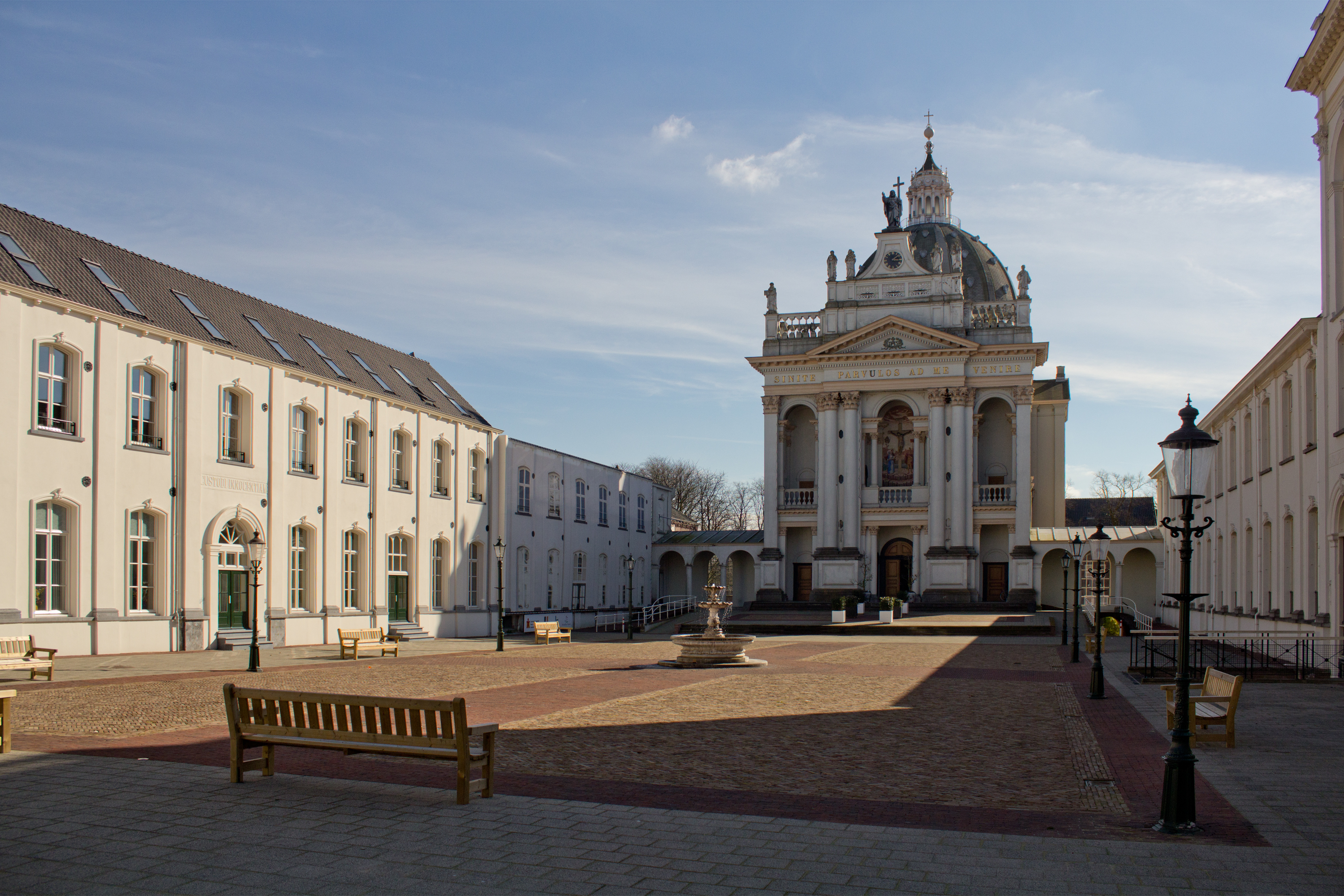
Oudenbosch: capilla del Instituto Saint-Louis, 1865-1866, obra de G.J. van Swaay inspirada en la fachada de la basílica de San Juan de Letrán en Roma.
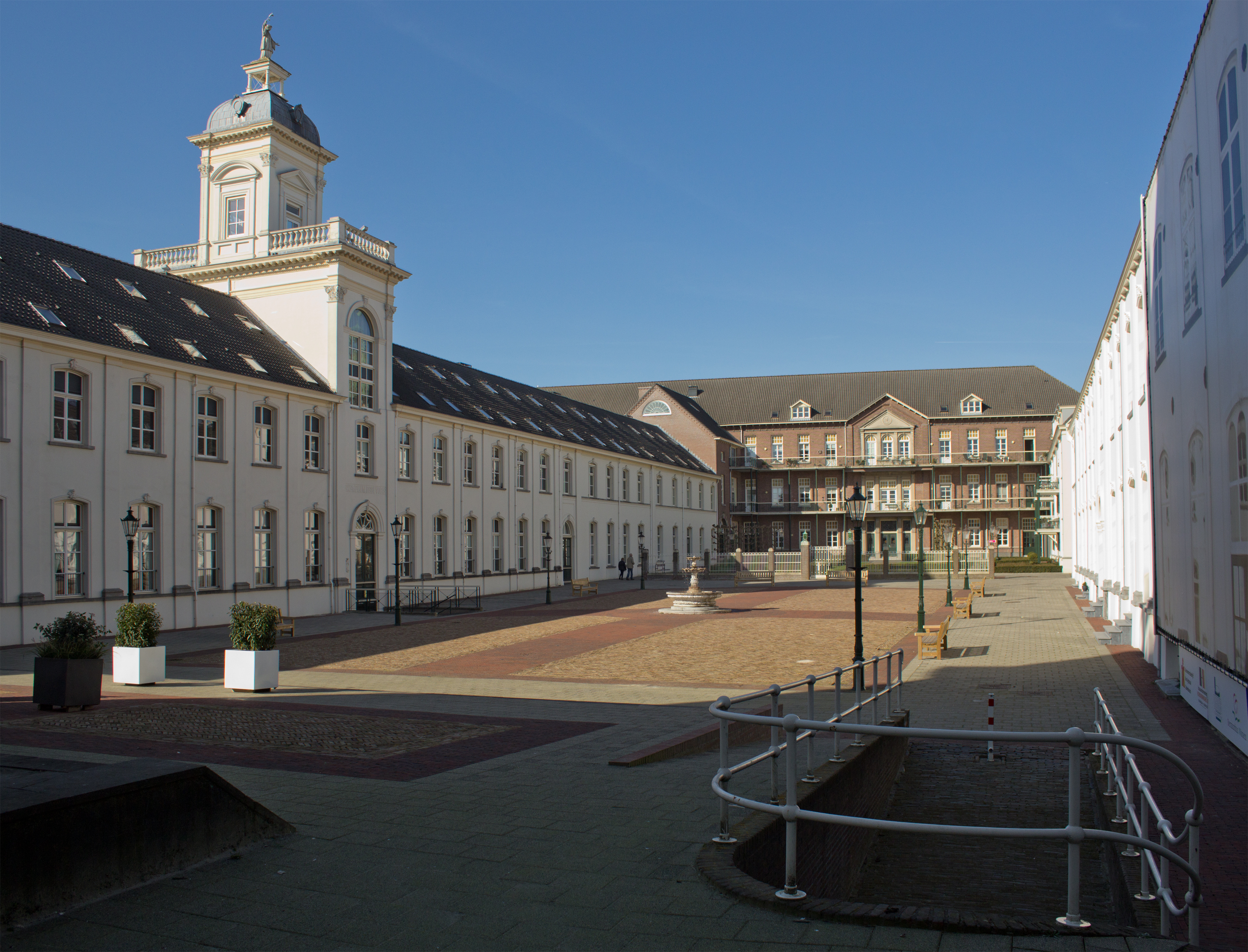
Oudenbosch: Internado Saint-Louis
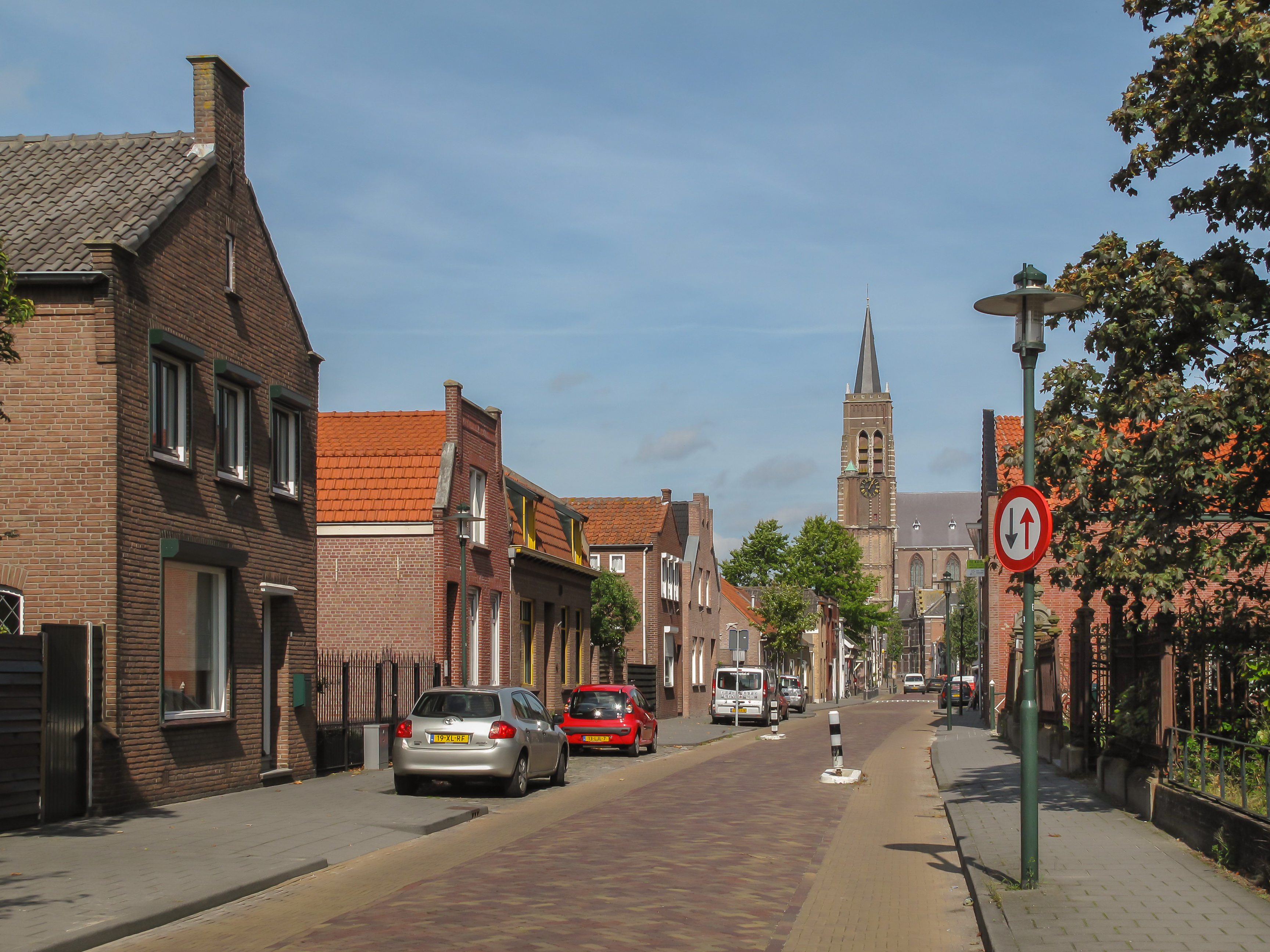
Oud Gastel, vista en la calle
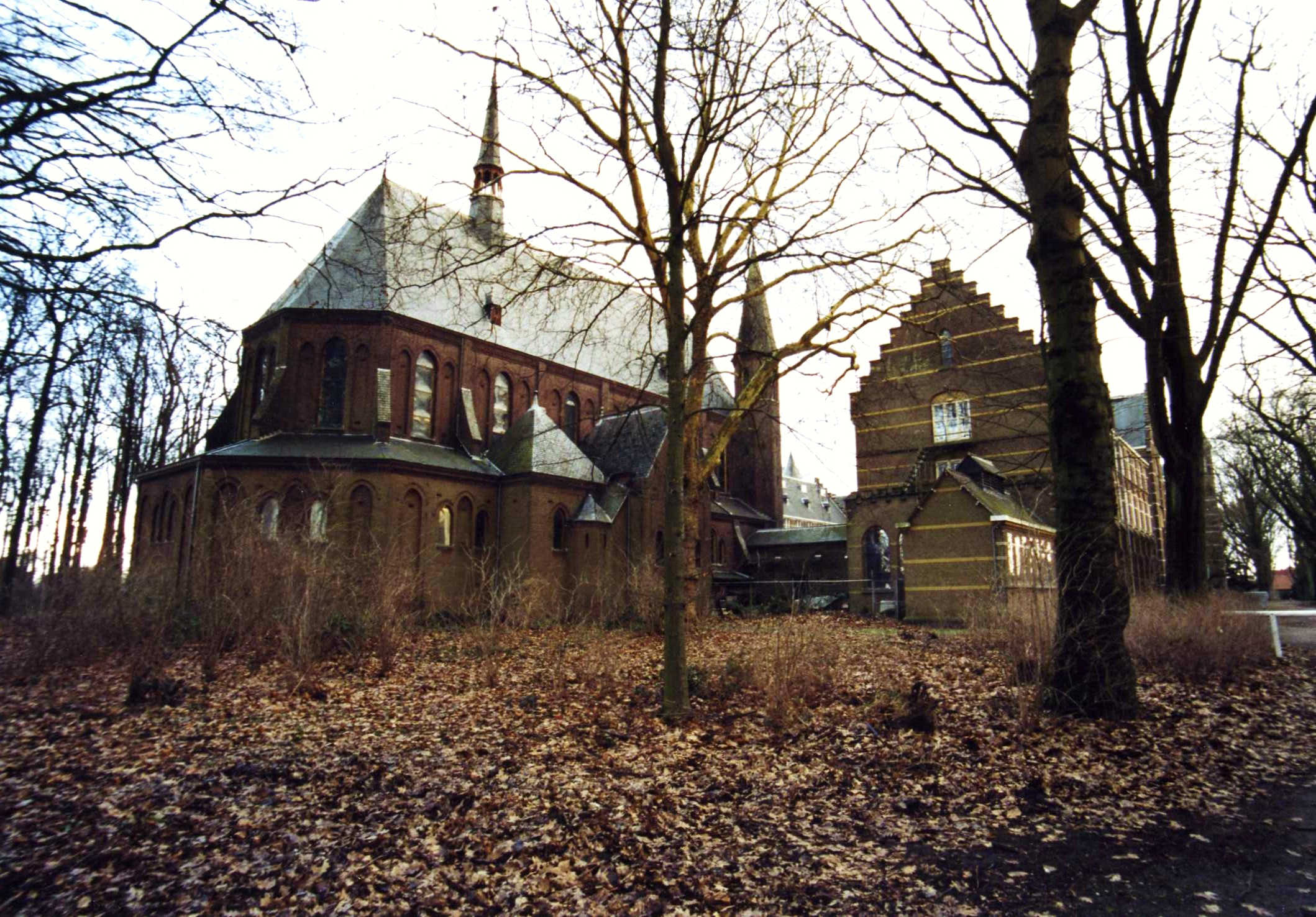
Hoeven: capilla neogótica y centro de conferencias Bovendonk, levantado sobre una granja del primitivo monasterio cisterciense.
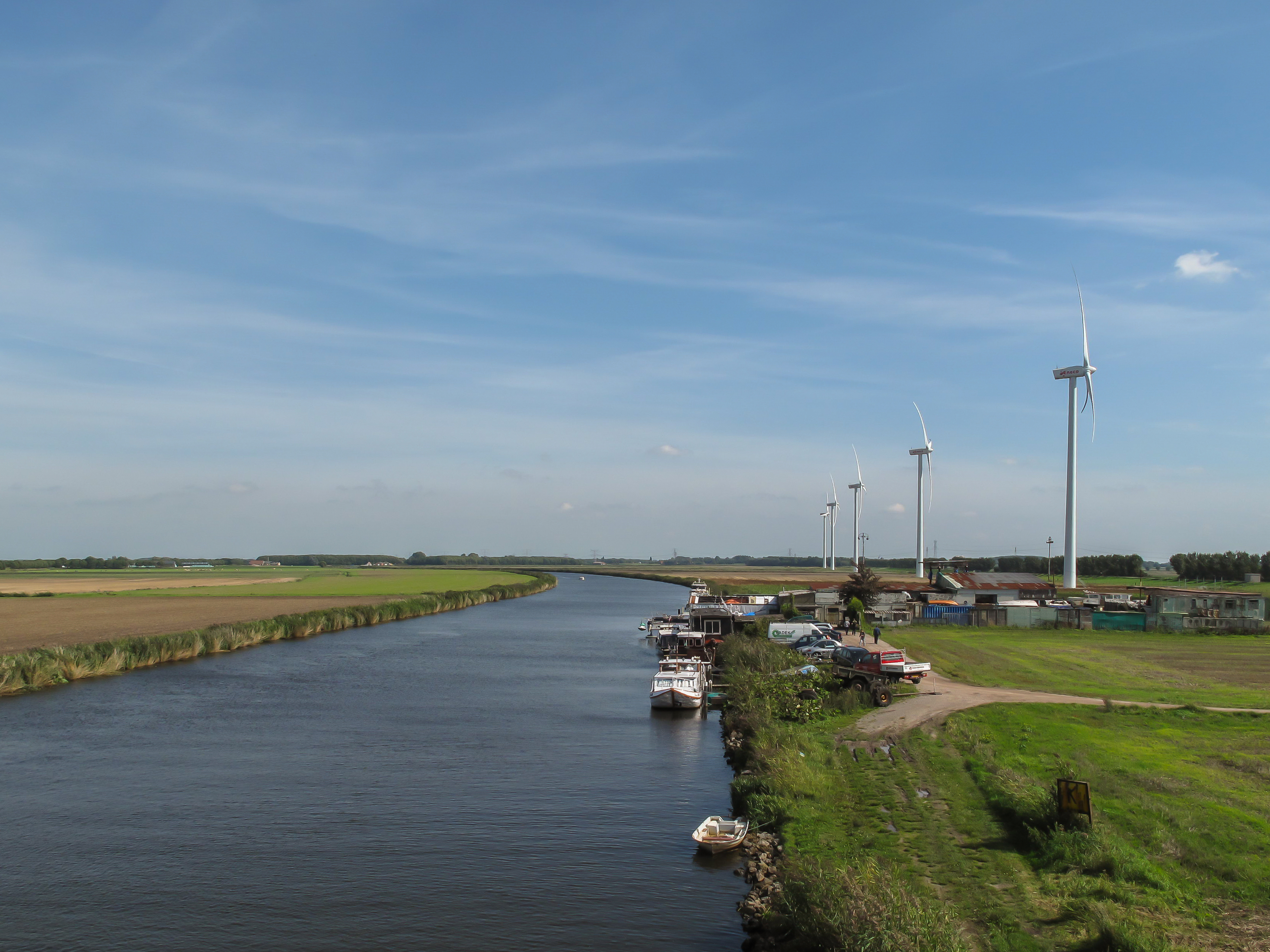
cerca Stampersgat, rio Mark